# 伯爵与妖精
《伯爵与妖精》（日語：伯爵と妖精）是谷瑞惠所寫的日本轻小说系列作品，发行于集英社的Cobalt文庫。其插圖由高星麻子繪畫。此作品在2007年6月和2008年3月，发行了广播剧CD。另外，漫畫版从2008年10月号开始在「The Margaret」上連載，單行本全4卷。故事講述能看見並和妖精溝通、身為「妖精博士」的少女莉迪雅・克魯頓，偶遇自稱「青騎士伯爵」後裔、試圖取得寶劍的愛德格・J・C・艾歇爾巴頓，兩者為了取得寶劍展開冒險，沿途解決與妖精相關事件的經歷。
电视动画在日本从2008年10月播放至同年12月。另外，由5pb.所發售的游戏也於2009年4月發售。

## 故事簡介
故事发生在19世紀（维多利亚时代）的英格兰。主角是17岁的少女莉迪雅・克魯頓。她可以和妖精说话，因此被称为「妖精博士」。为了和父亲共度复活节，她和伙伴尼可一起乘船前往伦敦。在船上他们遇到了自称是传说中的「青骑士伯爵」的英俊青年愛德格。愛德格为了得到宝剑，而向莉迪雅寻求帮助。莉迪雅虽然觉得愛德格不大可信，但还是听信了他的花言巧语，加入他的队伍。从此莉迪雅被卷入了围绕宝剑的争夺之中。

## 登場人物
广播剧CD和电视动画的配音员相同。
莉迪雅・克魯頓（艾歇爾巴頓）（聲優：水樹奈奈）
女主角。17歲。頭髮為鏽色（但是在愛德格的眼中，莉迪雅的頭髮是糖漿色），擁有像妖精般金綠色的眼睛。原名莉迪雅・克魯頓，小說第十七卷中成為愛德格之妻。天生熱心助人，雖然曾被愛德格所騙，但還是願意相信他。常常被愛德格的甜言蜜語搞得不知所措。擁有可以看見妖精以及和妖精说话的能力，所以常常被當作「異類」，但為了處理以及解決與妖精有關的事物，仍決心成為妖精博士（フェアリードクター），能力遺傳自已故的母親。小說第28卷中發現自己懷有身孕，於小說第32卷裡透露其婚後和愛德格育有長子阿爾文和一對龍鳳胎。
愛德格・J・C・艾歇爾巴頓（聲優：綠川光）
男主角。20歲。金髮，紫灰色的眼睛，天生擁有像貴族般的領導氣質，但在舉止上很輕浮的花花公子。小說第十七卷中成為莉迪雅之夫。自稱「可以和妖精對话，在妖精之國擁有領地的『青騎士伯爵』」的後裔，不過其並沒這等力量，這是為向「王子」復仇而想盡辦法得來的爵位，為了得到伯爵身分而尋找寶劍，努力成為真正的青騎士伯爵。其爵位已被女王承認。由於過於花心，而導致莉迪雅認為他不是真心喜歡她，只是在逗弄她。愛德格努力讓莉迪雅相信他是真的喜歡她，並且暱稱莉迪雅「我的妖精」。曾經有段非常灰暗悲慘的過去，過去曾被「王子」當作傀儡控制（為了使愛德格成為自己靈魂的「容器」），但後來逃出。之後殺死了王子，卻被植入王子記憶，成為王子的繼承人。隨身攜帶的手杖，實際上是把擊劍。幼年罹患哮喘，總是在家休養，因此社交圈內很少有人知道他的過去。小說第26卷為暫時封印王子覺醒而暫時失去記憶，把莉迪雅是妻子的事都忘記了，但重新愛上莉迪雅，並再次向莉迪雅求婚。第30卷恢復記憶。第31卷和莉迪雅聯手消滅王子。
雷溫（聲優：杉田智和）
18歲。擁有黑髮及深綠色的眼睛，膚色黝黑並且擁有娃娃臉，雅美的同母異父的弟弟。個性相當嚴謹，不苟言笑，體內住著兇殘的精靈，只要精靈感覺到愛德格的敵人，就會讓宿主非自願的發動攻擊；每當精靈能力發動時，左眼會泛著綠光。一旦愛德格因故過世的話，自己的靈魂就會被精靈支配。曾經是「王子」的奴隸之一，由於愛德格願意接受他，因此成為愛德格的仆人，對愛德格十分忠心。母親及父親皆為人類，因此亦是名人類。
雅美（聲優：大原沙耶香）
侍奉愛德格的男裝美女。曾經是「王子」的女奴之一。雷溫的同母異父的姐姐，跳海自殺後溺死大海，靈魂化為瑟魯奇。因為毛皮在悠里西斯手上，迫不得已效忠悠里西斯。但仍會在私底下對愛德洛等人提供必要的協助。小說第30卷和31卷中為尋覓火瑪瑙潛入倫敦塔地下，尋獲火瑪瑙並以捨棄妖精長生不死的代價，讓格魯比燒毀毛皮取回人類的靈魂，返回人世。
尼可（聲優：優希比呂）
莉迪雅的兒時玩伴兼工作夥伴，擁有一身銀灰色毛髮的貓型態妖精。十分不受拘束，自我的態度常讓人感覺很無情，非常討厭被當作貓咪對待。以紳士自居，脖子上總是繫著領結，對於穿著打扮及飲食相當講究。家鄉在蘇格蘭西部的赫布里底群島，過去是莉迪雅母親的伙伴。可以開啓通往妖精界的道路，但只可以為莉迪雅或妖精開啓。第31卷身體被燒死，被悠里西斯（還沒出生的阿爾文）轉移了靈魂到已死亡的幼小黑貓身上，繼續與莉迪雅等人一同生活下去。
格魯比（聲優：子安武人）
莉迪雅認識的妖精。個性兇殘，住在水邊。擁有魔性之眼，會媚惑人類將其引入水邊而吃掉，只留下肝臟，但因為喜歡莉迪雅而答應不吃人類。擁有淨化與操縱水的能力，可以藉著水自行解毒（解毒速度和水質潔淨度成正比）。以原型出現時是一隻黑色的駿馬，以人類姿態便化為名黑髮黑眼的美少年。向莉迪雅求婚多次但都被拒絕了，在莉迪雅成為愛德格的妻子後仍默默關心著她。「格魯比」為其種族，原名為凱恩（Cain）。本來奪得妖精女皇給予青騎士伯爵的白月石戒指，欲與莉迪雅求婚，卻因為一次爭執，陰錯陽差的將戒指套在保羅・法曼的手上。討厭聖經等神聖物件，嗜吃生肉，非常忌諱食用動物的肝臟，若不慎吃下肝臟會引發身體不適（對格魯比而言，肝臟具有毒性）。他的弟弟（僅在小說原著登場）則是有著銀色毛髮的水棲馬（化為人形時，則是有著銀髮的少年）。小說最終冊結局裡，格魯比在莉迪雅升格為人母後，經常現身協助照顧莉迪雅的孩子。
保羅・法曼（聲優：神谷浩史）
喜愛繪畫妖精的新晉畫家。個性有點迷糊、純真。送了自己畫的妖精畫像《泰坦妮亞（妖精女皇）》予愛德格，雖然不能看見妖精但可以聽見它們的聲音。為效忠於青騎士伯爵的組織「緋月（Scarlet Moon）」的間諜，卻在某次和格魯比的爭執中，不小心戴上了妖精女皇給予青騎士伯爵的白月石戒指。多年前與愛德格有約定，希望能讓對方看見自己成為畫家的畫作。小說最後向蘿塔求婚，並選擇等待她。父親名為奧尼爾（也是保羅的本姓），已故，也是畫家。
克魯頓教授（聲優：大川透）
莉迪雅的親生父親，個性有點迷糊。大學的礦物學教授。由於妻子早死而十分疼愛莉迪雅。小說版透露其真名為「費德瑞克·克魯頓」。
湯姆金斯（聲優：茶風林）
伯爵家的管家，有點胖但非常能幹。對妖精傳說《泰坦妮亞（妖精女皇）和伯爵》的了解僅次於莉迪雅。承襲了梅洛歐血統。
悠里西斯（聲優：宮野真守）
一個15、16歲左右的謎之人物，留著中分金髮，和莉迪雅一樣是妖精博士，能力是讓妖精服從自己（和莉迪雅不同，莉迪雅的能力是和妖精溝通）。可以操控黑妖犬（不同於地獄犬刻耳柏洛斯，黑妖犬全身黑毛，雙眼散發紅光，亦只有一個頭）。班希說他擁有葛拉蒂絲伯爵相同的力量。自稱是在妖精之國擁有領地的「青騎士伯爵」的後裔。「王子」的心腹。在小說25-26卷為幫助愛德格等人使用了星紅寶石劍，最後死亡。小說第30卷以愛德格和莉迪雅之子(阿爾文[靈魂附身在屍體上])前來幫助父母打敗王子。
蘿塔·夏洛特
僅於小說版登場，留著黑長髮的少女，為愛德華的昔日夥伴。本名「夏洛特」，蘿塔的稱呼是取自「卡夢塔」的暱稱，性情直率開朗，有些男孩子氣，穿著相當隨興，但非常重視友誼，為了朋友可以兩肋插刀也在所不惜。其真實身分為克雷莫納大公國的親孫女，由於國家變故而在外流亡，被海盜發現並將其撫養成人。曾和莉迪雅在瓦姆與螢石的事件裡身陷險境，卻因此成為患難見真情的朋友。和保羅相互喜歡著對方，在小說最後被保羅求婚。
奧蘿拉·馬齊魯
僅於小說版登場，克魯頓教授的妻子，莉迪雅的母親，亦為尼可的夥伴。有著金色的長髮，藍色雙眼，美麗動人的容貌，個性外向開朗，和莉迪雅同樣能看得到妖精並與其溝通，因而成為妖精博士。生前被馬齊魯家選為「預言者的婚約者」，但奧蘿拉為了逃離受控制的人生，選擇和克魯頓教授私奔並生下莉迪雅，但在很年輕的時候便因故逝世。
凱莉·古納特
僅於小說版登場，曾在馬齊魯島照顧莉迪雅的女僕，瀏海覆蓋前額，經常將長髮梳成麻花髮辮。個性坦率溫柔，但在規勸他人的時候，總是做出一針見血的發言。在愛德華和莉迪雅結婚後，被愛德華聘請負責照顧莉迪雅，經常規勸愛德華，亦在莉迪雅難過時陪伴在她的身旁。
法蘭西斯·德·菲尼斯泰爾
僅於小說版登場，留著及肩中長髮，右眼配戴眼罩的年輕醫生。為前任青騎士伯爵，葛拉蒂絲的戀人。為了完成葛拉蒂絲生前的遺願，選擇幫助莉迪雅等人。
葛拉蒂絲·艾歇爾巴頓
僅於小說版登場，法蘭西絲的戀人，與前者同為前任青騎士伯爵，卻在對抗「王子」的戰鬥中不幸身亡，後來被當成倫敦橋的人柱，守護英國。
格魯比之弟
僅於小說版登場，格魯比的弟弟，人形姿態是名銀髮少年，但在變成原形的時候，則是銀色的水棲馬。
阿爾文
僅於小說版登場，愛德格和莉迪雅之長子，身體還在莉迪雅肚子內時，曾以靈魂附在悠里西斯屍體而來幫助莉迪雅他們。在小說32卷[完]:小小伯爵的冒險活躍中。與母親一樣可以看見妖精。

## 用語
班希（Banshee，聲優：名塚佳織）
即報喪女妖，由夭折的人類女孩靈魂化成、可預測死亡的銀灰髮妖精，每個家族皆有專屬的一隻。每逢流下琥珀之淚，一星期後該家族便會有人死亡。除非死亡，否則班希沒有能力無效自己的預言或解開琥珀上的封印。
格魯比（Kelpie，聲優：子安武人）
又稱水棲馬，個性兇殘，住在妖精界的河邊。原形是匹黑色駿馬，可化為人形，會媚惑人類將其引入水邊而吃掉，惟獨留下肝臟不吃。本身擁有淨化水與操縱的能力。
瑟魯奇（Selky）
傳說生於蘇格蘭東北岸奧克尼群島的海豹妖精，由在大海溺死的少女化成，雅美為其中之一。可藉著穿脫海豹皮毛，在人型與海豹型態之間轉換。倘若拿到瑟魯奇的海豹皮毛就可操控它們，因只要燒掉它們的海豹皮毛，瑟魯奇就會死亡。
緋月（Scarlet Moon）
效忠青騎士伯爵多年的组织，保羅為其中一員。
琥珀
班希於預言葛拉緹絲伯爵死亡時流下的淚珠，封印了班希的記憶。「王子」非常渴望得到，但原因不明。藏於保羅父親畫中的貴族女孩（葛拉蒂絲女伯爵）的金髮（顏料）裏。燃燒時會發出藍光，但是預言家族成員死訊的琥珀不能燃燒。
礦山哥布爾（Coblynau，聲優：杉野博臣）
生於英國威尔士地區，居於礦山的小妖精，身穿礦工服裝，身高50公分。長久以來擔任寶石的管理員，擁有調校指環大小及尋找寶石的魔法。隨身帶着一個工具袋，可用內裏的槌子開闢出到妖精界的道路。
梅洛歐（Merrow）
居於梅洛歐之島的美人魚（Merrow）。與青騎士伯爵立下契約，多年來保存梅洛歐之劍，但要求以一個靈魂作為交換。承認了愛德格的梅洛歐之星（青騎士伯爵的梅洛歐之星本應是六角星，但梅洛歐承認了愛德格的四角星），給了他梅洛歐之劍及承認愛德格為青騎士伯爵。原著小說裡的人魚王是個男性人魚，動畫版則變成人魚女王。
黑妖犬（Black Dog）
暗系的邪惡妖精。原型為黑毛的惡犬，個性殘暴。可變化為黑髮、戴黑框眼鏡的小男孩「吉米（Jimmy）」，效忠悠里西斯。其牙齒有劇毒，普通物品（匕首等）無法對其作出任何干涉，唯人間的陽光可使其消失。

## 出版書籍

### 輕小說
| 冊數 | 日文標題 | 中文標題               | 集英社         | 集英社                 | 青文出版社     | 青文出版社             | 備註    |
| 冊數 | 日文標題 | 中文標題               | 發售日期       | ISBN                   | 發售日期       | ISBN                   | 備註    |
| ---- | -------- | ---------------------- | -------------- | ---------------------- | -------------- | ---------------------- | ------- |
| 1    |          | 那傢伙是個優雅的大惡徒 | 2004年3月3日   | ISBN 4-08-600393-7     | 2007年11月15日 | ISBN 978-986-156-984-0 |         |
| 2    |          | 小心甜蜜的陷阱         | 2004年9月1日   | ISBN 4-08-600474-7     | 2007年10月30日 | ISBN 978-986-209-095-4 |         |
| 3    |          | 求婚時請手下留情       | 2005年3月3日   | ISBN 4-08-600559-X     | 2007年11月23日 | ISBN 978-986-209-177-7 |         |
| 4    |          | 戀人是幽靈             | 2005年6月1日   | ISBN 4-08-600599-9     | 2008年1月10日  | ISBN 978-986-209-275-0 |         |
| 5    |          | 蘊藏愛情的詛咒鑽石     | 2005年9月1日   | ISBN 4-08-600640-5     | 2008年3月19日  | ISBN 978-986-209-326-9 |         |
| 6    |          | 被調包的公主           | 2005年11月1日  | ISBN 4-08-600664-2     | 2008年5月21日  | ISBN 978-986-209-405-1 |         |
| 7    |          | 淚水的祕密             | 2006年3月31日  | ISBN 4-08-600747-9     | 2008年10月22日 | ISBN 978-986-209-525-6 |         |
| 8    |          | 月夜下的私奔           | 2006年6月30日  | ISBN 4-08-600788-6     | 2008年11月28日 | ISBN 978-986-209-667-3 | 短編集  |
| 9    |          | 獻給女神的鎮魂歌       | 2006年10月3日  | ISBN 4-08-600826-2     | 2009年6月3日   | ISBN 978-986-209-845-5 |         |
| 10   |          | 在倫敦橋上閃耀的星光   | 2007年3月1日   | ISBN 978-4-08-600883-9 | 2009年7月23日  | ISBN 978-986-209-910-0 |         |
| 11   |          | 薔薇迷宮中的新娘修行   | 2007年6月1日   | ISBN 978-4-08-601022-1 | 2009年10月7日  | ISBN 978-986-209-992-6 |         |
| 12   |          | 教妳讓紳士傾心的方法   | 2007年10月2日  | ISBN 978-4-08-601076-4 | 2009年12月8日  | ISBN 978-986-256-101-0 | 短編集  |
| 13   |          | 向緋紅騎士許願         | 2007年12月26日 | ISBN 978-4-08-601111-2 | 2010年1月28日  | ISBN 978-986-256-173-7 |         |
| 14   |          | 聖地夢境為誰而啟       | 2008年3月1日   | ISBN 978-4-08-601133-4 | 2010年7月29日  | ISBN 978-986-256-398-4 |         |
| 15   |          | 妳相信命運紅線嗎？     | 2008年8月1日   | ISBN 978-4-08-601193-8 | 2010年12月22日 | ISBN 978-986-256-607-7 | 短編集  |
| 16   |          | 直至破曉的誓約之吻     | 2008年10月31日 | ISBN 978-4-08-601224-9 | 2011年5月18日  | ISBN 978-986-256-799-9 |         |
| 17   |          | 不適用                 | 2008年11月28日 | ISBN 978-4-08-601235-5 | 不適用         | 不適用                 | Fanbook |
| 18   |          | 舉辦美妙婚禮的魔法     | 2009年1月30日  | ISBN 978-4-08-601254-6 | 2011年9月21日  | ISBN 978-986-256-926-9 |         |
| 19   |          | 奔赴魔都的蜜月旅行     | 2009年4月28日  | ISBN 978-4-08-601284-3 | 2012年3月17日  | ISBN 978-986-310-119-2 |         |
| 20   |          | 暗夜下的鏡之國         | 2009年7月31日  | ISBN 978-4-08-601315-4 | 2012年7月20日  | ISBN 978-986-310-257-1 |         |
| 21   |          | 純白羽翼下的羈絆       | 2009年10月30日 | ISBN 978-4-08-601345-1 | 2012年11月11日 | ISBN 978-986-310-400-1 |         |
| 22   |          | 給心愛之人的十二夜     | 2010年4月27日  | ISBN 978-4-08-601402-1 | 2013年2月7日   | ISBN 978-986-310-510-7 | 短編集  |
| 23   |          | 寄託於旋律的恆久想念   | 2010年7月30日  | ISBN 978-4-08-601432-8 | 2013年6月22日  | ISBN 978-986-310-683-8 |         |
| 24   |          | 勿忘愛的輝石           | 2010年12月1日  | ISBN 978-4-08-601471-7 | 2014年9月18日  | ISBN 978-986-356-156-9 |         |
| 25   |          |                        | 2011年3月1日   | ISBN 978-4-08-601500-4 |                |                        |         |
| 26   |          |                        | 2011年6月1日   | ISBN 978-4-08-601528-8 |                |                        |         |
| 27   |          |                        | 2011年9月30日  | ISBN 978-4-08-601565-3 |                |                        |         |
| 28   |          |                        | 2011年12月27日 | ISBN 978-4-08-601594-3 |                |                        | 短編集  |
| 29   |          |                        | 2012年3月30日  | ISBN 978-4-08-601622-3 |                |                        |         |
| 30   |          |                        | 2012年8月31日  | ISBN 978-4-08-601662-9 |                |                        |         |
| 31   |          |                        | 2012年12月28日 | ISBN 978-4-08-601691-9 |                |                        |         |
| 32   |          |                        | 2013年3月30日  | ISBN 978-4-08-601713-8 |                |                        |         |
| 33   |          |                        | 2013年12月27日 | ISBN 978-4-08-601776-3 |                |                        | 短編集  |

### 漫畫
| 卷數 | 集英社         | 集英社                 | 青文出版社     | 青文出版社             |
| 卷數 | 發售日期       | ISBN                   | 發售日期       | ISBN                   |
| ---- | -------------- | ---------------------- | -------------- | ---------------------- |
| 1    | 2008年11月25日 | ISBN 978-4-08-846359-9 | 2010年5月7日   | ISBN 978-986-256-254-3 |
| 2    | 2009年5月25日  | ISBN 978-4-08-846410-7 | 2010年7月30日  | ISBN 978-986-256-378-6 |
| 3    | 2010年1月25日  | ISBN 978-4-08-846491-6 | 2010年11月16日 | ISBN 978-986-256-543-8 |
| 4    | 2010年7月23日  | ISBN 978-4-08-846553-1 | 2011年1月17日  | ISBN 978-986-256-582-7 |

## 电视动画
在日本从2008年10月开始在日本千叶电视台、独立U局、AT-X播放。

### 制作人员
- 原作：谷瑞惠（集英社「Cobalt文庫」）
- 監督：五月女浩一朗
- 企劃：高瀨和也、福場一義、中村直樹
- 企劃協力：集英社 Cobalt編輯部
- 人物原案：高星麻子
- 人物設定：藤井
- 總作畫監督：藤井、塩川貴史、森前和也
- 系列構成、腳本：長尾德子
- 色彩設計：西尾梨香
- 美術監督：宮前光春
- 攝影監督：菊池達也
- 編輯：村井秀明
- 編輯助手：藤本理子
- 影片編輯：東京現像所（山田敏之、鈴木彩乃）
- 音樂：五木田岳彥
- 音響監督：田中一也
- 音響效果：出雲範子
- 錄音工作室：Delfi Sound
- 音響製作：DAX Production
- 製作人：笹木理加、高取昌史、山崎明日香
- 動畫製作：ART LAND
- 製作：艾歇爾巴頓伯爵家

### 主題歌
- 片头曲「FEELING」

歌：AciD FLavoR
作詞：SHIGERU、作曲：SHIGERU、編曲：田中繁之、AciD FLavoR
- 片尾曲「my fairy」

歌：愛德格・J・C・艾歇爾巴頓（綠川光）
作詞：KAB.、作曲：UZA、編曲：清水永之

### 各集標題
| 集數 | 日文標題 | 中文標題翻譯           | 劇本     | 分鏡         | 演出       | 作畫監督                            | 總作畫監督             |
| ---- | -------- | ---------------------- | -------- | ------------ | ---------- | ----------------------------------- | ---------------------- |
| 1    |          | 那傢伙是個優雅的大惡徒 | 長尾德子 | 五月女浩一朗 | 古川政美   | 小美戶幸代 吉田咲子                 | 藤井 森前和也          |
| 2    |          | 我的妖精               | 長尾德子 | 福富博       | 古谷田順久 | 牧內 山崎正和                       | 藤井 鹽川貴史          |
| 3    |          | 人魚之島               | 長尾德子 | 宮下新平     | 又野弘道   | 阿部惠美子 山崎展義 青井晴年        | 藤井 森前和也          |
| 4    |          | 貴族的義務             | 長尾德子 | 五月女浩一朗 | 嵯峨敏     | 山本美佳 關口雅浩 西野理惠 吉田咲子 | 藤井 鹽川貴史          |
| 5    |          | 妖精女王的新郎         | 長尾德子 | 高柳哲司     | 筑豊太郎   | 長谷川亨雄                          | 藤井                   |
| 6    |          | 白之弓 紅之弓          | 長尾德子 | 又野弘道     | 松浦錠平   | 高野和史 鳥山冬美                   | 藤井 鹽川貴史          |
| 7    |          | 求婚時請手下留情       | 長尾德子 | 石踊宏       | 古川政美   | 齋藤美香 吉田咲子                   | 藤井 森前和也 西野理惠 |
| 8    |          | 告訴我淚水的秘密       | 長尾德子 | 宮崎         | 小谷田順久 | 山崎正和                            | 藤井 鹽川貴史          |
| 9    |          | 班希的記憶             | 長尾德子 | 高柳哲司     | 又野弘道   | 阿部惠美子                          | 藤井 森前和也          |
| 10   |          | 剩餘的時間             | 長尾德子 | 高柳哲司     | 工藤寬顯   | 依田正彥 島田 關口雅浩              | 藤井 鹽川貴史          |
| 11   |          | 兩位青騎士伯爵         | 長尾德子 | 宮崎         | 矢花馨     | 高野和史 鳥山冬美                   | 藤井 森前和也          |
| 12   |          | 伯爵與妖精             | 長尾德子 | 五月女浩一朗 | 古川政美   | 山崎正和 吉田咲子 小美戶幸代        | 藤井 鹽川貴史          |

### 播放電視台
日本深夜動畫：下文記載的日本国内播放時間使用日本標準時間（UTC+9）表示。因為部分時間标识會採用30小时制，因此請留意这类超过24:00的时间，其實際播放時間為翌日清晨。
| 播放地區 | 播放電視台   | 播放日期                        | 播放時間                              | 播放區分       |
| -------- | ------------ | ------------------------------- | ------------------------------------- | -------------- |
| 千葉縣   | 千叶电视台   | 2008年10月7日 - 2008年12月23日  | 星期二 25時15分 - 25時45分            | 独立UHF系      |
| 埼玉县   | 埼玉电视台   | 2008年10月7日 - 2008年12月23日  | 星期二 25時30分 - 26時00分            | 独立UHF系      |
| 神奈川县 | 神奈川电视台 | 2008年10月8日 - 2008年12月24日  | 星期三 25時15分 - 25時45分            | 独立UHF系      |
| 京都府   | 京都放送     | 2008年10月9日 - 2008年12月25日  | 星期四 26時00分 - 26時30分            | 独立UHF系      |
| 兵庫县   | SUN电视台    | 2008年10月9日 - 2008年12月25日  | 星期四 26時10分 - 26時40分            | 独立UHF系      |
| 愛知县   | 愛知电视台   | 2008年10月9日 - 2008年12月25日  | 星期四 26時28分 - 26時58分            | 東京电视台系统 |
| 全日本   | AT-X         | 2008年10月10日 - 2008年12月26日 | 星期五 10時00分 - 10時30分 （有重播） | CS放送         |
| 全日本   | Yahoo!動画   | 2008年10月31日 - 2009年1月23日  | 每週星期五更新                        | Web配信        |

| 千葉電視台 星期二25:15-25:45 | 千葉電視台 星期二25:15-25:45 | 千葉電視台 星期二25:15-25:45 |
| ---------------------------- | ---------------------------- | ---------------------------- |
|                              | 伯爵與妖精                   |                              |
| 一騎當千 Great Guardians     | -                            |                              |

## 網路廣播節目
「網路廣播節目「伯爵與妖精」～與尼可的妖精茶會～」
- 電台主播：優希比呂
- 放送網站：Animate TV
- 放送期間：2008年10月10日 - 2008年12月19日
- 放送時間：隔週星期五
- 放送回數：共6回

特別來賓
- 10月：綠川光（愛德格・J・C・艾歇爾巴頓）
- 11月：杉田智和（雷溫）
- 12月：神谷浩史（保羅・法曼）